# Shitychesky
Shitychesky (Merdichesky) è una serie a fumetti incentrata sull'omonimo personaggio ideata nel 1981 da Carlos Trillo e Horacio Altuna.

## Storia editoriale
La serie venne ideata da Carlos Trillo e Horacio Altuna nel 1981 per la rivista Superhumor dove esordì nel n. 7, giugno 1981, in sostituzione della serie Charlie Moon degli stessi autori; la prima storia venne pubblicata sulla rivista in sei puntate, concludendosi sul n. 12; un secondo episodio venne pubblicato nel 1985 su Almanaque 1986, un supplemento della rivista Fierro. Venne pubblicato anche in Italia sulla rivista L'Eternauta nel 1982 e nel 1984; venne poi ristampato sempre in Italia dalla Eura Editoriale nel 1986 sulla rivista Skorpio e poi, nel 1988, su Lanciostory, con il titolo Stronwsky.

## Personaggio
Samuel Shitychesky è un agente della polizia di New York, esile, imbranato e spesso distratto, ma anche colto e amante dell'arte e della poesia, che vive con la madre invadente che lo tratta ancora come un bambino; non è ben visto dai colleghi che non lo tengono in grande considerazione; per la sua ingenuità si mette contro politici e potenti, attirandosi le ire dei superiori. Altro personaggio ricorrente è Johnny, noto come Betty, un travestito suo amico. Data la pessima considerazione, i superiori gli affidano casi di poco conto o dei quali sperano che l'insuccesso come quando, nel primo episodio della serie, gli affidano l'incarico di proteggere una giornalista Emily Lou Meredith ritenuta scomoda e che sperano venga eliminata; nel secondo episodio, viene incaricato lui di incastrare un fotografo accusato di pedofilia per via della sua faccia da degenerato.